# Železniční trať Tedžon – Mokpcho
Železniční trať Tedžon – Mokpcho (korejsky 호남선 – Honam sŏn, doslova Honamská trať) je železniční trať v Jižní Koreji. Vede převážně v severojižním směru provinciemi Severní Čolla a Jižní Čolla. Jezdí po ní především vlaky ze Soulu, hlavního města Jižní Korey, které přijíždějí do Tedžonu po trati Soul – Pusan a následně jedou do Kwangdžu a Mokpcha.
Trať byla postavena v letech 1910–1914, tedy během japonské okupace Korey. Od roku 2015 vede víceméně souběžně s ní vysokorychlostní trať Čchongdžu – Mokpcho.